# Uniwersytet Amsterdamski
Uniwersytet Amsterdamski (niderl. Universiteit van Amsterdam, UvA) – holenderski uniwersytet z siedzibą w Amsterdamie.
Z budżetem rzędu 850 milionów euro, 35 tysiącami studentów i około 6 tysiącami pracowników, Uniwersytet Amsterdamski jest jednym z największych i najważniejszych w Europie.
Składa się z siedmiu wydziałów:
- Wydział Nauki Humanistycznych
- Wydział Nauk Społecznych i Behawioralnych
- Wydział Ekonomii i Biznesu
- Wydział Prawa
- Wydział Nauk Ścisłych
- Wydział Medycyny
- Wydział Stomatologii

Uniwersytet ma charakter międzynarodowy – 85 kierunków magisterskich jest prowadzonych w języku angielskim.

## Historia

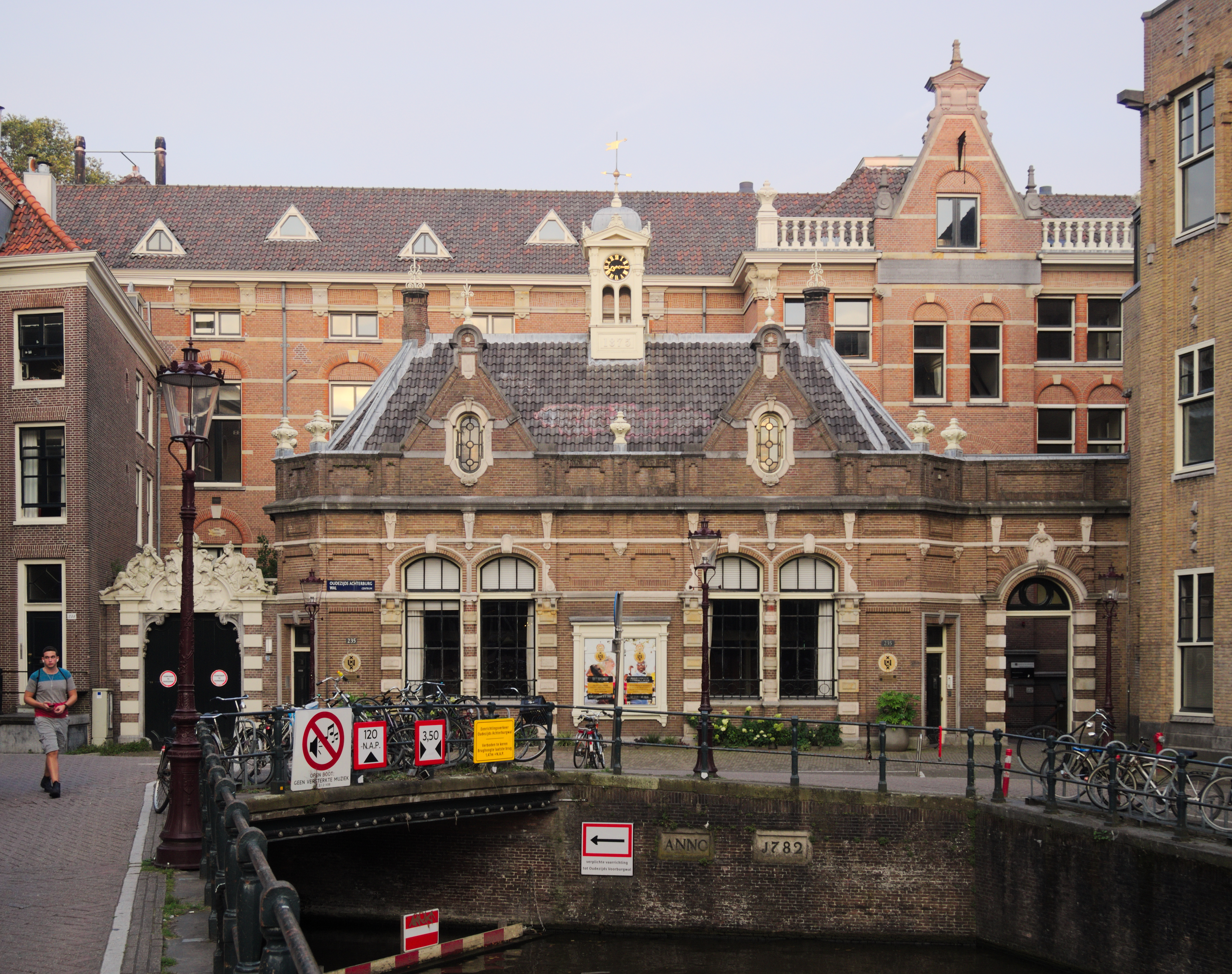
Budynki Uniwersytetu Amsterdamskiego

W 1632 r. założono w Amsterdamie szkołę Athenaeum Illustre, celem kształcenia uczniów w handlu i filozofii. Aż do XIX wieku była to mała, liczącą nie więcej niż 250 studentów i ośmiu profesorów, instytucja. Zajęcia odbywały się w domach profesorów, a siedzibą uczelni była XIV-wieczna kaplica Agnietenkapel.
W 1815 r. szkoła została oficjalnie uznana za jednostkę szkolnictwa wyższego. W 1877 r. zmieniono jej nazwę na Gemeentelijke Universiteit van Amsterdam, czyli Uniwersytet Gminy Amsterdam, i przyznano pełne prawa nadawania tytułów akademickich. Profesorowie byli wyznaczani przez radę miejską, a burmistrz kierował uczelnianą administracją. Ponieważ Rada Miejska Amsterdamu była znana z postępowych poglądów, gwarantowało to dużą swobodę intelektualną badaczom. Ten okres sprzyjał rozwojowi uniwersytetu, w którym znalazło się wielu laureatów nagrody Nobla: Tobias Asser, Christiaan Eijkman, Jacobus van ’t Hoff, Johannes Diderik van der Waals, Pieter Zeeman oraz Frits Zernike.
Następne zmiany nastąpiły dopiero w 1961 r., kiedy to holenderski rząd przejął odpowiedzialność finansową za placówkę. Zmieniono też wtedy jej nazwę na Uniwersytet Amsterdamski (Universiteit van Amsterdam).
W 1969 r. budynek administracji Maagdenhuis był okupowany przez studentów domagających się większego wpływu na władze uczelniane.

## Znani absolwenci i profesorowie
- Willem Barents
- Frits Bolkestein
- Luitzen Egbertus Jan Brouwer
- Teun van Dijk
- Wim Duisenberg
- Frederik Kortlandt
- André Kuipers
- Charles Michel
- Anton Pannekoek
- Mabel Wisse Smit
- Joop den Uyl
- Johannes Diderik van der Waals
- Pieter Zeeman
- Frits Zernike